# Cathédrale Sainte-Hélène d'Helena
La cathédrale Sainte-Hélène est l'église-mère du diocèse d'Helena, dans l'État du Montana aux États-Unis.
Cette cathédrale néogothique, située dans le centre-ville d'Helena, est inscrite depuis 1980 au Registre national des lieux historiques du ministère de l'Intérieur des États-Unis.

## Historique

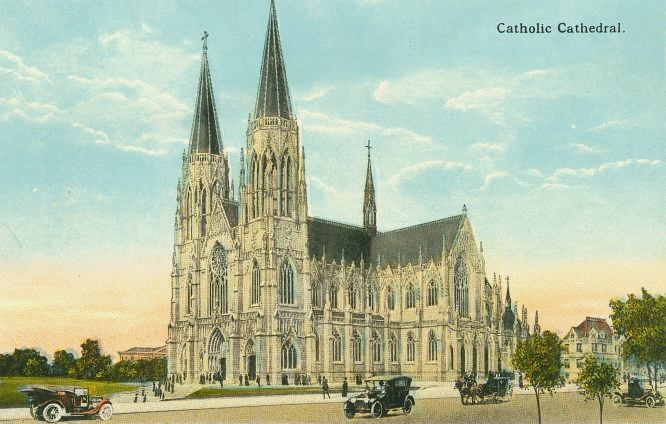
Carte postale de 1915.

C'est en 1905 qu'un terrain est acheté pour la construction de l'édifice dont les plans sont confiés à un architecte germano-américain de Washington, A. O. von Herbulis, qui avait étudié l'architecture dans son pays natal, et spécialement celle des cathédrales. Il propose d'abord deux projets: l'un en style néoroman, l'autre en style néogothique. La commission de construction choisit à l'unanimité le second projet.
La cathédrale est construite par la Columbia Construction Company de New York qui démarre les travaux en 1908. La première messe est célébrée le 8 novembre 1914 et l'église est dédiée à sainte Hélène. Cependant des travaux intérieurs se prolongent encore dix ans. La consécration solennelle de la cathédrale n'est célébrée qu'en juin 1924.
La cathédrale est réputée pour ses cinquante-neuf vitraux issus de la maison Franz Xaver Zettler de Munich. Trente-sept d'entre eux représentent l'histoire de l'Église, de la chute d'Adam et Ève, jusqu'à  l'époque de l'Église primitive. De l'avis de la compagnie Zettler, ces œuvres ont surpassé toutes les créations de celle-ci en cinquante ans d'existence. Les derniers vitraux sont installés en 1926.

## Restaurations
Une série de tremblements de terre frappe la région en 1935. La tour sud est presque entièrement détruite et reconstruite aussitôt de manière renforcée pour éviter toute calamité à l'avenir. Les travaux durent jusqu'en 1938.

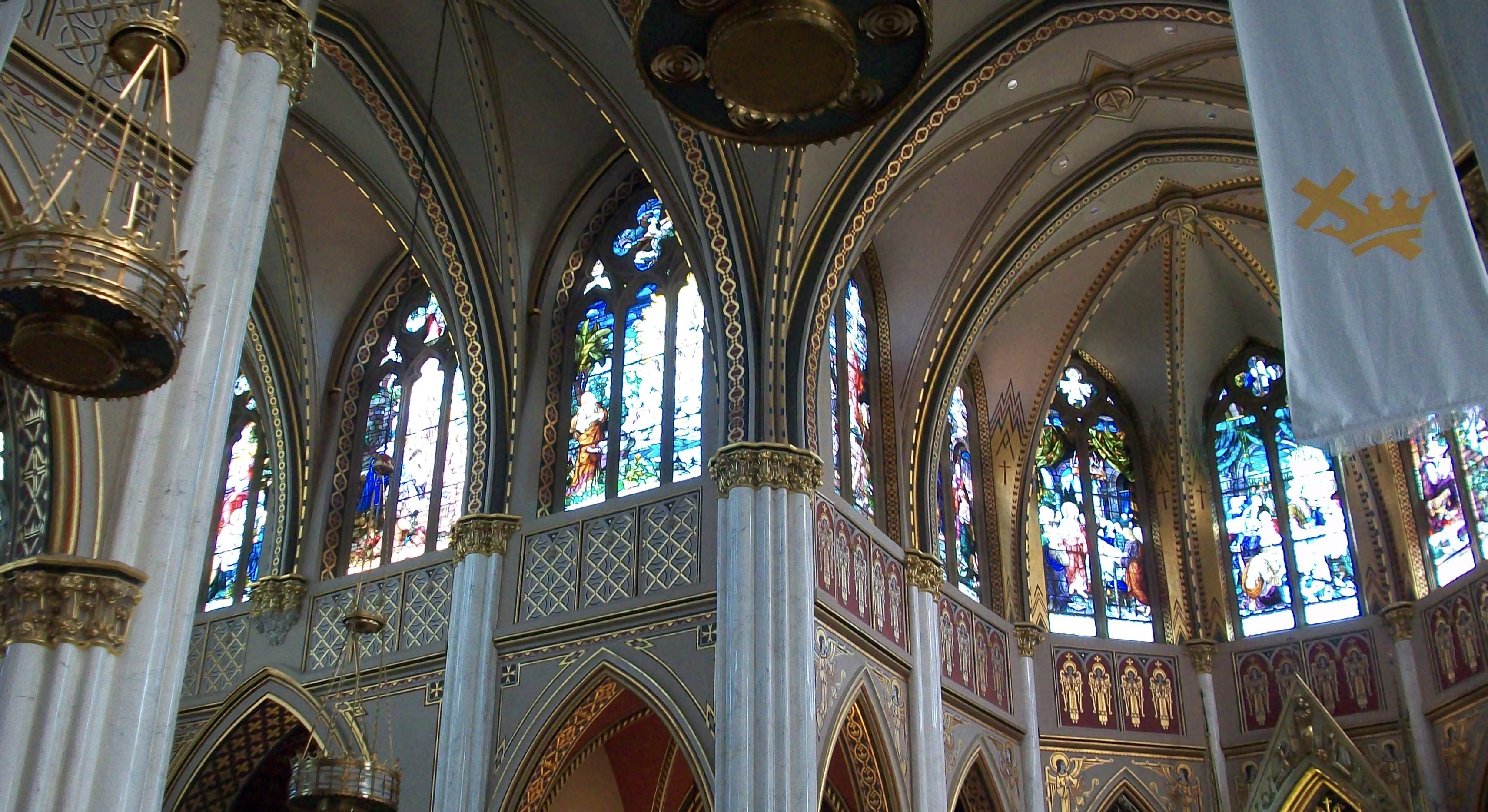
Aperçu de la décoration et des vitraux.

L'intérieur de l'édifice reste inchangé jusqu'au milieu des années 1950, lorsque Mgr Joseph Gilmore fait installer un baldaquin de bronze au-dessus du maître-autel. On ajoute également des grilles derrière l'autel et des dorures à l'intérieur de l'église. La restauration s'achève en avril 1959, à temps pour fêter le jubilé d'or de la cathédrale et le 75e anniversaire du diocèse.
La cathédrale est de nouveau restaurée en 1982-1983 selon les dispositions de la nouvelle liturgie post-conciliaire. Les colonnes sont réparées en 1999-2000. D'autres travaux de modernisation ont lieu à partir de 2002.

## Source
- (en) Cet article est partiellement ou en totalité issu de l’article de Wikipédia en anglais intitulé « Cathedral of Saint Helena » (voir la liste des auteurs).